# СИД
СИД (SID) е японска visual kei музикална група, на японски името ѝ се произнася „шидо“. Съществува от 2003 г., но официалното ѝ рождение е 14 януари 2004. Първият им сингъл – Kaijou-Ban излиза през март същата година. През месец май свирят два дни на American Convention ACEN (Anime center) в САЩ. Със сингълът Chapter 1 (14 юни 2006) влизат в топ 10 на класацията на Орикон. Имат възможността да свирят в Нипон Будокан. През 2007 г. участват в концерта Manatsu no Utage 2007, заедно с The Gazette, Alice Nine, MUCC, Plastic Tree, Nightmare, Jealkb и Merry. Сингълът им Mitsuyubi~MITSUYUBI~, от излезлия на 20 февруари 2008 г. албум Sentimental Macchiato, влиза в топ 5 на Орикон.

## Членове
- Mao (вокал) 23 октомври 1977, АБ
- Aki (бас) 3 февруари 1981, Б
- Shinji (китара) 8 февруари 1979, О
- Yuuya (ударни) 9 декември 1981, А

## Дискография

### Албуми
- Renai (22 декември 2004)
- Hoshi no Miyako (16 ноември 2005)
- Play (8.11.2006)
- Sentimental Macchiato (20 февруари 2008)

### Сингли
- Kaijou-ban (28 март 2004)
- Tsuhan-ban (4 април 2004)
- Ryutsu-ban (6 юни 2004)
- Paint Pops (20 юли 2005)
- Sweet (12 октомври 2005)
- Hosoikoe (8 февруари 2006)
- Chapter 1 (14 юни 2006)
- Natsukoi (11 юли 2007)

### Компилации и други албуми
- L'Arc-En-Ciel Tribute